# Candy Crowley
Candy Alt Crowley (nascida em 26 de dezembro de 1948) é uma jornalista dos Estados Unidos. É jornalista política da CNN, especializada em eleições presidenciais dos EUA. Crowley cobre eleições por mais de duas décadas. Em 31 de janeiro de 2010, foi anunciado que iria substituir John King como a âncora do programa State of the Union, no qual começou a apresentar em fevereiro de 2011.
Crowley nasceu em Michigan. Estudou na Principia College, em Illinois e recebeu seu diploma de graduação na Randolph-Macon Woman's College em Lynchburg, na Virginia. Crowley começou sua carreira na estação de rádio WASH-FM em Washington, D.C. como assistente de redação. Trabalhou na NBC e foi para a CNN em 1987. 